# Coeficiente de Chézy
Se denomina coeficiente de Chézy ao coeficiente {\displaystyle C} utilizado na fórmula de Chézy para o cálculo da velocidade da água em canais abertos:
{\displaystyle V(h)=C{\sqrt {R(h)*J}}}
onde:
- {\displaystyle \ V(h)} = velocidade média da água em m/s, que é função do tirante hidráulico h
- {\displaystyle \ R(h)} = raio hidráulico, em m, função de h
- {\displaystyle \ J} = a pendente da linha de água em m/m
- {\displaystyle \ C} = coeficiente de Chézy.

Uma das possíveis formulações deste coeficiente se deve a Henri Bazin:
{\displaystyle \ C={\frac {87}{1+{\frac {m}{\sqrt {R(h)}}}}}}
onde:
- {\displaystyle \ m} é um parâmetro que depende da rugosidade da parede

Aplicando a formulação de Bazin para o coeficiente de Chézy, a velocidade da água em canais se calcula segundo a fórmula seguinte:
{\displaystyle \ V(h)={\frac {87}{1+{\frac {m}{\sqrt {R(h)}}}}}{\sqrt {R(h)*J}}}
Existem outras expressões para o coeficiente C, entre as que se podem citar:
- Fórmula de Kutter
- Fórmula de Manning
- Fórmula de Strickler